# World of Jenks
World of Jenks is een documentair reality-programma van de New Yorkse cineast Andrew Jenks.

## Format
In elke aflevering van een twintigtal minuten stelt de maker, tevens presentator, zijn ervaringen voor met een ongewoon persoon, waarmee hij een week constant optrok om diens leefwereld te leren kennen. Het kan gaan om een poker-prof, een autist ...

## Productie
De jonge Andrew Jenks maakte de reeks zelfstandig, voor zijn thuisland, waar ze in 2010 werd gelanceerd. Ze wordt vanaf 2012 in Vlaanderen uitgezonden bij OP12.